# 有機レーザー
有機レーザーとは有機化合物をレーザー媒質とするレーザー。

## 概要
有機レーザーは有機色素レーザーと有機半導体レーザーに大別される。有機色素レーザーはレーザー媒質であるレーザー色素を外部の光源で励起してレーザー発振する。もう一方の有機半導体レーザーはレーザーダイオードと同様の原理で通電するとレーザー発振する。

## 有機色素レーザー
有機色素レーザーはレーザー媒質として蛍光色素の一種であるクマリン、4-(ジシアノメチレン)-2-メチル-6-(4-ジメチルアミノスチリル)-4H-ピラン (DCM)、ピロメテン等のレーザー色素を使用する。アクリル樹脂にレーザー色素を分散させた固体色素レーザーもあり、外部の短波長光(一般的には紫外光)を利用してレーザー媒質を励起してレーザー発振する。
コレステリック液晶にレーザー色素を添加し励起させると、発光の閉じこめが起こり、スペクトルの狭線化が起こるので、有機色素レーザーの一形式としてフォトニック液晶を使用する液晶レーザーでは、らせん状に分子が配列するコレステリック液晶のらせんが光学波長程度の周期を持つとき、液晶自体の持つ誘電的な異方性により、誘電体多層膜構造と同様に1次元フォトニック効果を示すので微小共振器として使用される。

## 有機半導体レーザー
有機半導体レーザーは2000年7月にベル研究所のヘンドリック・シェーンによって発振に成功したと伝えられたが、これは後に捏造であると判明した。その後も他の研究機関や大学で研究は継続され、徐々に成果が出つつある
有機半導体は製造条件が比較的低温の条件なので製造条件が限られるが、無機半導体と比較して高い分子設計自由度を特徴とする多種多様な分子構造の化合物を利用できるので従来のレーザーダイオードでは発振の困難だった波長の発振も可能になると期待される。

## 文献
- 安達千波矢, 松島敏則, 中野谷一、「有機発光ダイオードから有機レーザーへの応用展開」 『光学』 35.11 (2006): 556-563, NAID 10019371375.
- 安達千波矢, 中野谷一, 松島敏則, 八尋正幸「有機半導体レーザー実現を目指した材料・デバイス設計」 『レーザー研究』 2007年 35巻 Supplement号 p.27-28, doi:10.2184/lsj.35.27,  レーザー学会
- 谷垣勝己, 下谷秀和, Thunavel Kanagasekaran, 小貫駿, 三浦大輝、「電流駆動有機半導体レーザの構造と物性」 『日本物理学会講演概要集』 2018年 73.2巻 セッションID:11pK301-4, p.1333, doi:10.11316/jpsgaiyo.73.2.0_1333, 日本物理学会
- Thangavel Kanagasekaran, Hidekazu Shimotani, Keiichiro Kasai, Shun Onuki, Rahul D. Kavthe, Ryotaro Kumashiro, Nobuya Hiroshiba, Tienan Jin, Naoki Asao, Katsumi Tanigaki; Towards electrically driven organic semiconductor laser with field-effective transistor structure; https://arxiv.org/abs/1903.08869